# Philippe Aubert (écrivain)
Greg Newman
Pour les articles homonymes, voir Aubert, Philippe Aubert et Newman.
Philippe Aubert, alias Greg Newman, pseudonyme de Philippe Aubert de Molay, né en 1960, est un écrivain et scénariste de bande dessinée français. 

## Biographie
Diplômé en Sciences de l’Éducation et en Philosophie/Théologie, il anime des ateliers d'écriture fictionnelle pour l’association « Mon Club d’Écriture », en milieu scolaire ou pour adultes. 
Scénariste de bande dessinée et de jeu vidéo (sous le pseudonyme de Greg Newman), il écrit des adaptations de longs métrages, dont des dessins animés, pour des franchises comme Shrek, L’Âge de Glace, La Guerre des Boutons, Popeye, Pinocchio, Madagascar, Princesse Hal, Blake & Mortimer et surtout Zorro. 
Sa trilogie romanesque Noeland, ses bandes dessinées Villa Toscane (dessin de Michel Crespin, Futuropolis-Gallimard) et Les gardiens de la pierre (dessin de Dom, Jungle, par exemple, et ses nouvelles Feu de brousse, Le Kansas et l'Arkansas, Super-Héros à temps partiel, De l'usage du rêve, La rousseur du renard, Fantômes d'astreinte (toutes publiées dans l'anthologie Boxer dans le vide (2015, Souffle court) explorent les légendes urbaines et les contextes de fin du monde. 
Il s'intéresse d'une part au genre de la nouvelle, d'autre part à la scénarisation de fictions entre bande-dessinée et jeu vidéo (comme il l'a expérimenté avec Zorro (2008) et avec Blake & Mortimer et les tables de Babylone (2012). 
Pour son écriture de nouvelles, Philippe Aubert de Molay est lauréat du prix international Hemingway pour la nouvelle Leçon de ténèbres, évoquant la vie de la torera, républicaine espagnole, Juanita Cruz (1917-1981).
En 2017, il est le scénariste (sous le pseudo de Greg Newman) et l'un des instigateurs (avec Tito) de l'album BD collectif intitulé La Bibliothèque, c’est ma maison édité par l’association ATD Quart Monde,, une bande dessinée sur la pauvreté et ses clichés. En 2021, il reçoit le Prix Gustav Meyrink de littérature de l'imaginaire pour sa nouvelle L'Art des condoléances (Arqa éditions). En 2023, il est lauréat du Prix Corinne Vuillaume pour sa nouvelle L'Ordinaire d'une fée.

## Œuvres

### Scénarios BD

#### Philippe Aubert
- Un jour de soleil, un jour de lumière, une biographie en images des abbés Henri Godin, Jean Jourdain, Gabriel Maire via l'Association "Les Amis de Gabriel Maire" de Port-Lesney (Jura), illustrations de Pierre Dubois, BD collaboratives avec Jean-Marie Woehrel, Eric Rückstühl et Gilbert Morandi
- Agathe et Lucas, Oncle Lucien Éditions
  - Le Fantôme du Dijon-Besançon, 1996
  - Le Mystérieux Voyageur, 1998
- Ardoukoba, Éditions Blanco
  - Les Routes de Saba, 1990
- 2. L'Œil de la reine, Blanco, Bruxelles, 1992
Scénario : Philippe Aubert - Dessin : Georges Ramaïoli - Couleurs : Jean-Marc Dubois -  (ISBN 2-87297-015-0)
- Colomban, un aventurier de l'Europe il y a 1400 ans, Éditions Fleurus, 1990
- Désert est plus beau que tout... (Le) (collectif), Comité contre la faim, 1987
- Forteresse oubliée (La), Centre jurassien du Patrimoine, 1993
- Grand secret (Le), Éditions Magnard, 1995
- Héritiers d'Orphée (Les), Soleil Productions, de 1992 à 1993
- Louve du Val d'Amour (La), Oncle Lucien Éditions, 1997
- Or de Saba (L'), Soleil Productions, 1994
- Ruse, Oncle Lucien Éditions, 1996
- Seigneur du monde (Le), Oncle Lucien Éditions, 1998 à 1999
- Sherpa, Éditions Pointe Noire
  -  Un guépard à Lausanne, 1999[7]
  - Le maître des ânes, 2002
- Vivant, Oncle Lucien Éditions, 1996

#### Greg Newman
- Litres & ratures, dessin Laurent Battistini et Pierre Glesser, préface de Morgane Aubert, postface de Michel Crestanello, Éditions Neness Danger, 2024

- Âge de glace (L'), Éditions Jungle,
  - L'âge de glace 1, 2006
  - La fonte des neiges, 2006
  - Le temps des dinosaures, 2009
- Franky, Éditions Jungle, 2017
- Gardiens de la pierre (Les), dessin de Dom, Éditions Jungle
  - Duel au mont Saint-Michel, 2019[8],[9]
  - Carnac attack, 2019[10]
- Grands témoins en BD (Les), collectif, Bayard Presse, 2012
- Guerre des Boutons (La), dessin de Pierre Glesser, Éditions DMODMO, 2012
- Madagascar, Éditions Jungle, 
  - 1. Madagascar la BD du film, 2005
  - 2. Madagascar 2, 2009
- Nouvelle Guerre des boutons (La), Éditions Jungle, 2011
- Princesse Hal - Le livre des monstres, Albin Michel, 2004[11]
- Shrek, Jungle, 2007
- Shrek, les histoires de l'âne et du chat potté, Éditions Jungle, 2007
- Villa Toscane, dessin de Michel Crespin, Futuropolis, 2008[12]
- Vive..., Éditions Jungle,
  - Vive le CE2 !, 2020[13]
  - Vive le CM1 !, 2021
- Zorro (Les chroniques), Éditions Jungle, 2016
- Zorro (Les nouvelles aventures de), Éditions Jungle, 2005

### Nouvelles
- L'Enfance de l'art, nouvelle, dans Filii Futuri, collectif, Horizon Perpétuel 22, anthologie réunie et présentée par Leo Dhayer et Xavier Dollo, Flatland Editeur, 2025
- Monsieur Bricolage, nouvelle, dans Magie noire, collectif, revue Squeeze n°31, 2024
- Tout un cirque, roman collectif, Tout 1 Roman, 2024
- Mais où sont les berges ?, roman collectif, Tout 1 Roman, 2024

- Le Zombi chaperon rouge, nouvelle, dans C'est la famille, collectif, revue Squeeze n°29, 2023
- Zone 62, roman collectif (6 auteurs/autrices), Tout 1 Roman, 2023
- Les Fantômes de Whitechapel, roman collectif (13 auteurs/autrices), Tout 1 Roman, 2023
- Chienne de lecture, nouvelle, dans Animal ad hominem, collectif, anthologie Horizon Perpétuel 21, préface de JP Andrevon/postface de Leo Dhayer, Flatland Editeur, 2023
- L'ordinaire d'une fée, Prix Corinne Vuillaume de la nouvelle, 2023
- Yukari Potter, fan fiction Harry Potter, hommage Halloween (sans publication ni référence éditoriale), 2022
- Les Chroniques de Port-Nouveau, roman collectif (18 auteurs/autrices), Tout 1 Roman, 2022
- Cosplay, nouvelle, dans Sauce Samouraï, collectif, revue Squeeze n°25, 2022
- Psychopathologie des anges et archanges, nouvelle, dans In mémoriam, collectif, Pascale Leconte/Prix Pampelune/BoD, 2022
- L'art des condoléances, nouvelle, Arqa éditions, 2021 (Prix Gustav Meyrink 2021 de littérature de l'imaginaire)
- Techniques de vol humain en ciel nocturne, nouvelle (ainsi qu'une vingtaine d'autres titres présentant chacun une nouvelle différente), Hispaniola Littératures/BoD, 2021
- Sapin président, recueil 30 nouvelles, Hispaniola Littératures/BoD, 2021
- La fée des greniers, nouvelle, dans Les fleurs, collectif, Pascale Leconte/Prix Pampelune/BoD, 2021
- On est pas des animals, nouvelle, dans Il était une autre fois, collectif, Souffle court, 2018
- Selon la légende, nouvelle, dans Cueilleur d'éclats, collectif, Souffle court, 2018
- Le document BK 31, nouvelle illustrée, Le Lapin à Métaux, 2018
- Robe de papier, écriture de la préface, nouvelles, collectif, Souffle court/Centre franco-japonais Toulouse, 2017
- Boxer dans le vide, nouvelles, anthologie 2005-2015, Souffle court, 2016
- Leçon de ténèbres, nouvelles, recueil collectif, Au Diable Vauvert, 2015
- La Chute des corps, nouvelle 4, série L'imitation de vitesse, Hispaniola Littératures, 2015
- Super-héros à temps partiel, nouvelle 2, série L'imitation de vitesse, Hispaniola Littératures, 2015
- Fantômes d'astreinte, nouvelle 1, série L'imitation de vitesse, Hispaniola Littératures, 2015
- Broderies et travaux d'aiguilles, nouvelle, in Rencontres extrêmes, hommage à Marguerite Duras, collectif, Souffle court, 2014
- Madrid, Etats Zunis d'Amérique, nouvelle, in Latifa, recueil collectif, Au Diable Vauvert, 2014
- La vie inimitable, nouvelle, Hispaniola Littératures, 2014
- Princesse Mononoké, nouvelle, dans J’ai fait un rêve, recueil collectif, Souffle court, 2013
- Tamberma, photographies d’Yves Regaldi et nouvelles, Souffle court, 2013
- Vincent, Arthur, Marc et les autres, portraits de prêtres du Jura, photographies d’Yves Regaldi et textes, Observatoire Foi & Culture diocèse de Saint-Claude, 2013
- Manuel de survie, nouvelle, in Rouge, recueil collectif, Souffle court, 2011
- Personne n’est mort, nouvelles, Souffle court, 2011[14]
- Le Temps long, nouvelle, dans Brume, recueil collectif, Au Diable Vauvert, 2010
- Histoires américaines, nouvelles, Hispaniola Littératures, 2009
- Les Enfants de la poussière, roman, Hispaniola Littératures, 2008
- Copenhague, Italie, nouvelle, prix Andersen-Baie des Fables, 2005 Prix Andersen 2005[réf. nécessaire]
- Cissy impératrice, nouvelle, in C’est pourtant joli Bernard comme prénom,  recueil collectif, Souffle court, 2005
- Portland, nouvelle, in Ainsi sont-elles, recueil collectif, Souffle court, 2005